# Стоктон (Минесота)
Стоктон (енгл. Stockton) град је у америчкој савезној држави Минесота.

## Демографија
По попису из 2010. године број становника је 697, што је 15 (2,2%) становника више него 2000. године.
| Група             | 2000.       | 2010.       |
| Белци             | 674 (98,8%) | 662 (95,0%) |
| Афроамериканци    | 0 (0,0%)    | 5 (0,7%)    |
| Азијати           | 1 (0,1%)    | 17 (2,4%)   |
| Хиспаноамериканци | 2 (0,3%)    | 12 (1,7%)   |
| Укупно            | 682         | 697         |